# Ulrich Hartmann (Sportwissenschaftler)
Ulrich Hartmann (* 1953 in Düsseldorf) ist ein deutscher Sportwissenschaftler und Hochschullehrer.

## Leben
Nach dem an der Rheinischen Friedrich-Wilhelms-Universität Bonn verrichteten Studium in den Fächern Biologie und Sport legte Hartmann 1979 sein erstes Staatsexamen ab, nach der Referendarszeit folgte 1981 das zweite Staatsexamen. Von 1981 bis 1986 war er am Institut für Sportwissenschaft und Sport der Rheinischen Friedrich-Wilhelms-Universität Bonn als wissenschaftlicher Angestellter tätig, während er an der Deutschen Sporthochschule Köln (DSHS) seine Doktorarbeit schrieb, welche er 1986 abschloss und welche den Titel „Querschnittuntersuchungen an Leistungsruderern im Flachland und Längsschnittuntersuchungen an Eliteruderern in der Höhe mittels eines zweistufigen Tests auf einem Gjessing-Ruderergometer“ trug. Seine Arbeit wurde an der Sporthochschule mit dem Förderpreis für herausragende Promotionsleistungen im Bereich Medizin/Naturwissenschaften ausgezeichnet. Hartmann, der in den 1980er und 1990er Jahren mehrfach die Deutsche Rudernationalmannschaft trainingswissenschaftlich begleitete und ab 1988 auch als Lehrkraft an der Trainerakademie Köln tätig war, blieb bis 1990 als Hochschulassistent an der Universität Bonn.
Ab 1990 arbeitete Hartmann am Institut für Kreislaufforschung und Sportmedizin der Deutschen Sporthochschule, zwischen 1995 und 1999 war er an der DSHS kommissarisch als Leiter des Instituts für Allgemeine Trainings- und Bewegungslehre eingesetzt. Im Jahr 2000 trat Hartmann an der Technischen Universität München eine Professorenstelle für Theorie und Praxis der Sportarten an. Er weilte als Gastprofessor an mehreren ausländischen Universitäten, insbesondere in China, nämlich an der Tsinghua-Universität in Peking (ab 2002), der Tongji-Universität in Schanghai (ab 2004), an der Norduniversität in Taiyuan (ab 2006) sowie zwischen 2002 und 2008 an der Universität Salzburg. Zusätzlich zu seinen Auslandsaufenthalten als Gastprofessur hielt er in zahlreichen Länder Europas, Asiens, Afrikas, Nord- und Südamerikas Vorträge, unter anderem bei Fortbildungsmaßnahmen von Sportverbänden. 2008 nahm Hartmann den Ruf auf eine Professur im Bereich Bewegungs- und Trainingswissenschaft der Sportarten an der Universität Leipzig an. Er war Spitzensportbeauftragter der Universität Leipzig.
Zu den Schwerpunktbereichen seiner wissenschaftlichen Tätigkeiten gehören trainingswissenschaftliche Aspekte unterschiedlicher Sportarten, darunter Rudern, alpiner und nordischer Skilauf, Schwimmen, Eisschnelllauf, Eiskunstlauf, Skispringen, Dreisprung. Er befasste sich ebenfalls mit der Spielanalyse, der Talentförderung, Leistungsdiagnostik und Stoffwechselphysiologie.
Im Deutschen Ruderverband wurde er 2009 Vorstandsmitglied und Leiter des Ausschusses „Bildung, Wissenschaft und Forschung“, dem er zuvor seit 1995 angehört hatte. Bei der Deutschen Eislauf-Union wurde Hartmann 2000 Mitglied des Ausschusses für Sportwissenschaft und Forschung, beim Deutschen Leichtathletik-Verband arbeitete er ab 2005 im Bundesausschuss Bildung und Wissenschaft mit.